# Visuel lysstyrke
Visuel lysstyrke betegner den del af lysstyrken for et lysende legeme, som kan opfattes med øjnene uden hjælpemidler.

Visuel lysstyrke for et menneske (som er det vi normalt regner med) er summen af lysstyrke inden for bølgelængdeområdet ca. 400 til ca. 700 nm (nanometer).

En honningbi, derimod, kan se ultraviolet lys, og – hvis den tænkte over den slags emner – ville den have en ganske anden opfattelse af visuel lysstyrke.